# 湖南生物机电职业技术学院
28°08′23″N 112°54′47″E / 28.139778°N 112.913082°E
湖南生物机电职业技术学院位于湖南省长沙市东郊芙蓉区境内，校址两处即南院位于东湖，北院位于马坡岭。
湖南生物机电职业技术学院由原长沙农校和湖南省机电工程学校于2001年5月28日合并组建，原名为湖南生物与机电工程职业技术学院，2003年2月22日更为现名。湖南省机电工程学校的前身为湖南省农业机械化学校(湖南省农机校)，创建于1958年；原长沙农校的前身为“修业学堂”，创建于1903年。

## 院系设置
截至2024年，湖南生物机电职业技术学院下分11个学院
- 植物科技学院
- 动物科技学院
- 机电工程学院
- 车辆工程学院
- 经济贸易学院
- 信息技术学院
- 人文科学学院
- 马克思主义学院
- 体艺课教学部
- 继续教育学院
- 创新创业学院